# Висоцький район
Висоцький район — колишнє адміністративне утворення у складі Ровенської області Української Радянської Соціалістичної Республіки з центром у селі Висоцьк.

## Історія
Указом Президії Верховної Ради Української РСР від 1 січня 1940 року в Ровенській області утворюються 30 районів, серед них — Висоцький з центром в селі Висоцьк. 1 вересня 1941 року німецька влада включила серед інших Висоцький район до складу новоствореного Столинського ґебіту генеральної округи Волинь-Поділля Райхскомісаріату Україна. Тоді площа району становила 1431 км², населення — 32 641 особа. У першій половині 1944 року відновлено довоєнний адміністративний поділ області.
7 березня 1946 року хутір Жемза Перебродівської сільської ради перейменований на Луговий, а хутір Кам'яний Острів Туменської сільської ради — на Кам'яний.
За даними районного відділу МДБ станом на квітень 1948 року з району було виселено 143 родини «бандпособників» і націоналістів.
Указом Президії ВР УРСР від 21 січня 1959 року «Про ліквідацію деяких районів Рівненської області» був ліквідований серед інших Висоцький район, а його територія включена до складу Дубровицького і Зарічнянського районів.

## Адміністративний поділ
Адміністративний поділ станом на 1 вересня 1946 року:
- Більська сільська рада
  - село Біле
  - хутір Біла
- Бродецька сільська рада
  - село Бродець
  - хутір Гончариха
  - хутір Котечин
- Бродницька сільська рада
  - село Бродниця
  - хутір Бутове
- Будимльська сільська рада
  - село Будимля
  - хутір Дітківка
  - хутір Залізо
  - хутір Корчі
  - хутір Чертежик
  - хутір Язвине
- Бутівська сільська рада
  - село Бутове
- Велюнська сільська рада
  - село Велюнь
- Висоцька сільська рада
  - село Висоцьк
  - хутір Чорновирка
- Вичівська сільська рада
  - село Вичівка
  - хутір Великополе
  - хутір Мокша
  - хутір Райдуги
  - хутір Риця
  - хутір Рубле Перший
  - хутір Рубле Другий
  - хутір Став
  - хутір Четіж
  - хутір Ямне
- Городищенська сільська рада
  - село Городище
- Жаденська сільська рада
  - село Жадень
  - хутір Гірне
- Замороченська сільська рада
  - село Заморочене
- Зеленська сільська рада
  - село Зелень
- Золотівська сільська рада
  - село Золоте
- Іванчицька сільська рада
  - село Іванчиці
- Лудинська сільська рада
  - село Лудинь
- Лютинська сільська рада
  - село Лютинськ
- Миляцька сільська рада
  - село Миляч
  - хутір Борів
  - хутір Заозеро
  - хутір Підкалиновий
  - хутір Пристань
  - хутір Селище
- Озерська сільська рада
  - село Озерськ
- Озерянська сільська рада
  - село Озера
  - хутір Букатиця
  - хутір Віча
  - хутір Ворониська
  - хутір Горнатиця
  - хутір Дудне
  - хутір Заморський
  - хутір Зарудове
  - хутір Заселенця
  - хутір Захолки
  - хутір Кобилище
  - хутір Косове
  - хутір Косяк
  - хутір Крушина
  - хутір Купля
  - хутір Курінь
  - хутір Лодязвище
  - хутір Лучище
  - хутір Нивки
  - хутір Осетких
  - хутір Острівки
  - хутір Підсік
  - хутір Різки
  - хутір Свариж
  - хутір Холщі
  - хутір Чесеші
- Олександрівська сільська рада
  - село Олександрове
- Перебродівська сільська рада
  - село Переброди
  - хутір Луговий
  - хутір Новобір
- Пізненська сільська рада
  - село Пізне
  - хутір Загорій
  - хутір Низів
- Річицька сільська рада
  - село Річиця
  - хутір Деревок
  - хутір Костер
- Руднянська сільська рада
  - село Рудня
  - хутір Прасодівка
- Сварицевицька сільська рада
  - село Сварицевичі
  - хутір Борва
  - хутір Кварець
- Серницька Перша сільська рада
  - село Серники Перші
  - хутір Бір
  - хутір Саломир
- Серницька Друга сільська рада
  - село Серники Другі
- Смородська сільська рада
  - село Смородськ
  - село Негодуль
  - село Острів
  - село Половиче
  - хутір Луки
- Туменська сільська рада
  - село Тумень
  - хутір Кам'яний
  - хутір Костер
- Удрицька сільська рада
  - село Удрицьк
  - хутір Бірки
  - хутір Бойчаківне
  - хутір Бревще
  - хутір Лужки
  - хутір Нерістівка
  - хутір Остне
- Хочинська сільська рада
  - село Хочин
- Шахівська сільська рада
  - село Шахи
  - хутір Чертежик

## Населення
У часи німецької окупації населення району становила 32 641 особа.